# Point vernal
Pour l’article homonyme, voir Point gamma (soirée étudiante).
 (avril 2022).
Si vous disposez d'ouvrages ou d'articles de référence ou si vous connaissez des sites web de qualité traitant du thème abordé ici, merci de compléter l'article en donnant les références utiles à sa vérifiabilité et en les liant à la section « Notes et références ».

Dessin montrant les concepts de sphère céleste, équateur céleste, écliptique et point vernal dans le système de coordonnées équatoriales

Le point vernal est un terme du système de coordonnées équatoriales et du système de coordonnées écliptiques utilisé en astronomie. Aussi connu sous les termes de point de l'équinoxe vernal, point de l'équinoxe de printemps, ou encore point gamma, il désigne la position du soleil sur la sphère céleste au moment où celui-ci passe de l'hémisphère sud à l'hémisphère nord (hémisphères célestes).
Dans la sphère céleste, on définit deux plans : le plan de l'équateur céleste et l'écliptique. La droite d'intersection de ces deux plans contient un diamètre de la sphère. Les points où ce diamètre interceptent la sphère sont appelées des nœuds. Au cours de son mouvement apparent annuel, le soleil croise ces deux points, l'un en passant de l'hémisphère nord à l'hémisphère sud, c'est le nœud descendant ; l'autre en passant de l'hémisphère sud à l'hémisphère nord, c'est le nœud ascendant. Ce dernier est le point vernal (noté γ, parfois g).
En raison de la précession des équinoxes, ce point n'est pas fixe et se déplace lentement le long de l'écliptique (au sens ancien : le cercle au milieu du zodiaque).
Le point vernal est utilisé comme référence par le système de coordonnées équatoriales. Dans ce système il définit le méridien zéro pour la mesure des ascensions droites.
Dans le système de coordonnées écliptiques, il définit l’origine pour la mesure des longitudes célestes, probablement depuis Hipparque et certainement depuis Ptolémée.
Claude Ptolémée dans sa Composition mathématique écrit :

« Nous nous conformerons à l'usage abusif de donner les noms des signes d'animaux, aux douzièmes (dodécatémories) du cercle oblique, comme si leurs commencemens étoient pris juste des points tropiques et des points équinoxiaux ; et nous appellerons Bélier la première dodécatémorie, à partir du point équinoxial du printemps, en allant vers les points consécutivement suivants de la révolution du monde (d'occident en orient) ; Taureau, le second douzième, et ainsi de suite selon l'ordre des douze signes, tel qu'il nous a été transmis. »

Cet extrait nous apprend que le Ptolémée de la « Syntaxe mathématique » est un mathématicien, contrairement au même Ptolémée qui est astrologue dans sa « Tétrabible », pratique courante avant et après lui, probablement parce que cette deuxième activité est plus lucrative que la première. Il découpe l’écliptique (au sens ancien : le cercle au milieu du zodiaque) en douze parties (les dodécatémories), qu’il nomme selon les signes, et il nomme « Bélier » (qui n’est pas la constellation, mais le nom qu’il donne) les quinze premiers degrés de l’écliptique dont il place l’origine à l’équinoxe de printemps. Cet artifice va lui permettre de résoudre quelques problèmes de trigonométrie sphérique qui se posent à lui, avec le peu de théorèmes alors à sa disposition (le théorème de Ménélaüs qu’il redémontre).

## Utilisation en astrologie
En astrologie, ce point porte le nom de « premier point du Bélier », d'après le nom de la constellation dans laquelle il se trouvait dans l'Antiquité.
Toutefois, à cause de la précession des équinoxes, ce point se déplace lentement le long de l'écliptique. Le point vernal est actuellement situé dans la constellation des Poissons, il y est entré en -67 et en ressortira en 2597 pour alors entrer dans la constellation du Verseau.

## Détermination du point vernal
Le point vernal étant sur la droite d'intersection de l'écliptique et du plan de l'équateur céleste, il change de position sur la voûte céleste avec les mouvements de précession et de nutation de l'axe de rotation de la Terre.
Ces paramètres sont déterminés par l'International Earth Rotation and Reference Systems Service (IERS) en combinant les données fournies par un réseau de surveillance mondial. En raison des mouvements du point vernal, ce sont ses coordonnées J2000.0, c'est-à-dire au 1er janvier 2000 à midi du temps terrestre (TT), qui servent de référence pour le système de coordonnées équatoriales.

### Précession des équinoxes
L'axe autour duquel la Terre tourne sur elle-même est l'axe des pôles terrestres. Il n'est pas perpendiculaire au plan de l'écliptique (voir le schéma ci-dessus), mais incliné par rapport à ce dernier. Mais en raison de la précession des équinoxes, cet axe des pôles décrit lui même un cône, ce qui fait que le pôle Nord se déplace très lentement (en près de 260 siècles) sur un cercle dans l'espace, entraînant (du fait de l'angle de 90° avec l'équateur terrestre) un mouvement durant 260 siècles du point vernal à rebours sur l'écliptique. Le point vernal, origine des douze signes astrologiques, met ainsi 260 siècles pour remonter à reculons les treize constellations du zodiaque.

## Nomenclature du point vernal
Le point vernal moyen (ou équinoxe moyen) à une époque "T", est le nœud ascendant de l'écliptique moyen sur l'équateur moyen. Il est déduit à partir du point vernal relatif à une autre date par la théorie de la précession des équinoxes.
Le point vernal vrai (ou équinoxe vrai) à une époque "T", est le nœud ascendant de l'écliptique moyen sur l'équateur vrai. Il est déduit à partir du point vernal moyen par la théorie de la nutation.